# Matning (maskinteknik)
Matning i allmänhet, innebär tekniskt sett tillförsel av nytt oförbrukat eller obearbetat material. En ångpannas matning sker genom inpumpning av matarvatten; bränsles inmatning i eldstäder kan ske genom automatiska eldningsanordningar.